# Kirsten Arnesen
Kirsten Arnesen (1940) è un'ex sciatrice alpina norvegese.

## Biografia
Sciatrice polivalente, Kirsten Arnesen debuttò in campo internazionale in occasione del trofeo Holmenkollen-Kandahar 1962 (Holmenkollen, 2-4 marzo), dove si classificò 7ª nello slalom gigante, 7ª nello slalom speciale e 6ª nella combinata, e nello stesso anno vinse la combinata di Narvik (31 marzo-4 aprile); disputò le sue ultime gare internazionali al trofeo Holmenkollen-Kandahar 1966 (Hemsedal, 26-27 marzo). Non prese parte a rassegne olimpiche o iridate.

## Palmarès
- 2 medaglie[senza fonte]:
  - 1 argento (combinata nel 1963)[senza fonte]
  - 1 bronzo (combinata nel 1962)[senza fonte]